# Vete de mí
Vete de mí is een Spaanse film uit 2006, geregisseerd door Víctor García León.

## Verhaal
Santiago is 55 jaar oud en woont samen met zijn vriendin van 38 in een kleine flat in Madrid. Hij leidt over het algemeen een gelukkig leven. Zijn leven verandert, wanneer hij bezoek krijgt van zijn zoon Guillermo. Guillermo is het huis uitgezet door zijn moeder en kan nergens anders heen.

## Rolverdeling
| Acteur            | Personage |
| ----------------- | --------- |
| Juan Diego        | Santiago  |
| Juan Diego Botto  | Guillermo |
| Cristina Plazas   | Ana       |
| Rosa Maria Sardà  | Julia     |
| Esperanza Roy     | Esperanza |
| Ana María Vidal   | Eugenia   |
| José Sazatornil   | Quique    |
| Antonio Zabálburu | Carlos    |
| Blanca Jara       | Lara      |

## Ontvangst

### Prijzen en nominaties
Een selectie:
| Jaar | Evenement                       | Categorie                         | Genomineerde     | Resultaat   |
| ---- | ------------------------------- | --------------------------------- | ---------------- | ----------- |
| 2006 | San Sebastián (54ste editie)    | Gouden Schelp voor beste film     | Vete de mí       | Genomineerd |
| 2006 | San Sebastián (54ste editie)    | Zilveren Schelp voor beste acteur | Juan Diego       | Gewonnen    |
| 2007 | Premios Goya (21ste uitreiking) | Beste acteur                      | Juan Diego       | Gewonnen    |
| 2007 | Premios Goya (21ste uitreiking) | Beste mannelijke bijrol           | Juan Diego Botto | Genomineerd |